# Scorpaena miostoma
Scorpaena miostoma är en fiskart som beskrevs av Günther, 1877. Scorpaena miostoma ingår i släktet Scorpaena och familjen Scorpaenidae. Inga underarter finns listade i Catalogue of Life.